# 810-819
De jaren 810-819 (van de christelijke jaartelling) zijn een decennium in de 9e eeuw.

## Gebeurtenissen en ontwikkelingen

### Frankische Rijk
- 810 : De zoon van Karel de Grote, Pepijn van Italië overlijdt. Pepijn wordt opgevolgd door zijn onechte zoon Bernard van Italië.
- 812 : Vrede van Aken. Het Frankische Rijk sluit vrede met het Byzantijnse Rijk. Ook met het emiraat Córdoba wordt een grensverdrag gesloten, waarbij de Ebro als grensrivier geldt.
- 814 : Karel de Grote sterft en wordt opgevolgd door zijn zoon Lodewijk de Vrome.
- 816 : Lodewijk de Vrome wordt door paus Stefanus IV tot keizer wordt gekroond.
- 817 : Ordinatio Imperii. Lodewijk regelt zijn opvolging. Bernard van Italië, de koning van Italië, die niet in het Ordinatio Imperii wordt genoemd, komt in opstand, maar moet zich overgeven. Hem worden de ogen uitgestoken en hij overlijdt enkele dagen later aan zijn verwondingen.
- 818 : De Franken verslaan de Bretoense leider Morvan. Lodewijk stelt Nominoë aan als eerste graaf van Bretagne.

### Vikingen
- In 810 laat de Deense koning Gudfred een zeeleger de Friese kust plunderen. Hij maakt plannen voor een aanval op Aken, de hoofdpalts van keizer Karel. In dezelfde zomer wordt hij vermoord door zijn Húskarls, de lijfwachten van Scandinavische koningen. Enige neven wisselen elkaar af op de troon totdat Gudfreds zoon Horik I in 815 koning wordt.
- De Frankische belangstelling is ook op Denemarken gericht, waar in 819 onder Saksisch-Frankische druk Harald Klak het medekoningschap terugkrijgt.

### Byzantijnse Rijk
- 811 : Slag bij Pliska. Het Byzantijnse Rijk wordt getroffen door een aanval van de Bulgaren onder kan Kroem. Keizer Nikephoros I sneuvelt en zijn in de slag zwaargewonde zoon Staurakios wordt tot aftreden gedwongen. Michaël I Rangabe wordt tot keizer gekroond.
- 813 : Slag bij Versinikia. Opnieuw een zware nederlaag voor de Byzantijnen. Michaël treedt af en wordt opgevolgd door Leo V. Daarna volgt de  belegering van Constantinopel. Leo ziet in de nederlagen tegen de Bulgaren een straf van God voor de beeldenverering der Byzantijnen, en begint een nieuwe iconoclastische periode.
- 814 : Slag bij Burtodizos. Eindelijk een overwinning voor de Byzantijnen. De zoon en opvolger van Kroem, Omoertag sluit vrede met Byzantium.

### Arabische Rijk
- 811 : Begin van de Vierde Fitna. Het Abbasidenrijk begint af te brokkelen. Babak weet Azerbaidzjan in handen te krijgen, in Centraal-Azië stichten de kleinzonen van Saman Khoda de dynastie der Samaniden, en Egypte valt tijdelijk in handen van avonturiers uit Spanje.

### Christendom
- 816-819 : Synodes van Aken. Benedictus van Aniane is voorzitter van de synodes, waar de Regel van Benedictus voor kloosterlingen verplicht wordt gesteld. Hij verdedigt de officiële kerkelijke leer tegen Felix van Urgell, het hoofd van de adoptianisten.

## Heersers

### Europa
- Asturië: Alfons II (791-842)
- Bulgaren: Kroem (803-814), Omoertag (814-831)
- Byzantijnse Rijk: Nikephoros I (802-811), Staurakios (811), Michaël I (811-813), Leo V (813-820)
- Denemarken: Gudfred (804-810), Hemming (810-811), Siegfried (II) (811), Anulo (811-812), Reginfrid (812-815), Harald Klak (812-815, 819-827), Horik I (815-854)
- Engeland en Wales
  - Essex: Sigered (ca. 798-812/825)
  - Gwynedd: Cynan ap Rhodri (ca. 798-816), Hywel ap Rhodri (814-825)
  - Mercia: Coenwulf (796-821)
  - Northumbria: Eardwulf (808-?), Eanred (?-844)
  - Wessex: Egbert (802-839)
- Franken: Karel de Grote (768-814), Lodewijk de Vrome (814-840)
  - Aquitanië: Lodewijk de Vrome (781/811-817), Pepijn I (817-838)
  - Neustrië: Karel de Jongere (781-811)
  - Aragon: Aznar I Galindez (809-820)
  - Toulouse: Bego (806-816), Bernhard van Septimanië (816-844)
  - Vlaanderengouw: Liederik (792-836)
- Italië: Pepijn (781-810), Bernard (813-817), Lotharius I (818-855)
  - Benevento: Grimoald IV (806-817), Siko (817-832)
  - Spoleto: Winiges (789-822)
- Omajjaden (Córdoba): al-Hakam I (796-822)
- Venetië (doge): Angelo Participazio (809-827)

### Azië
- Abbasiden (kalief van Bagdad): al-Amin (809-813), al-Ma'moen (813-833)
- China (Tang): Xianzong (805-820)
- India
  - Pallava: Dantivarman (795-846)
  - Rashtrakuta: Govinda III (793-814), Amoghavarsha (814-878)
- Japan: Saga (809-823)
- Khmer: Jayavarman II (802-850)
- Silla (Korea): Heondeok (809-826)
- Tibet: Sadnaleg (ca. 802-815), Tri Ralpachan (ca. 815-841)

### Afrika
- Idrisiden (Marokko): Idris II (791-828)
- Ifriqiya (Tunesië, Aghlabiden): Ibrahim I ibn al-Aghlab (800-812), Abdullah I ibn Ibrahim (812-817), Ziyadat Allah I (817-838)
- Rustamiden (Algerije): Abd al-Wahhab (784-823)

### Religie
- paus: Leo III (795-816), Stefanus IV (816-817), Paschalis I (817-824)
- patriarch van Alexandrië (Grieks): Politianus (768-813), Eustatius (813-817), Christoforus I (817-841)
- patriarch van Alexandrië (koptisch): Marcus II (799-819), Jacobus (819-830)
- patriarch van Antiochië (Grieks): Johannes IV (797-810), Job I (810-826)
- patriarch van Antiochië (Syrisch): Quryaqos van Takrit (793-817), Dionysius I van Tellmahreh (817-845)
- patriarch van Constantinopel: Niceforus I (806-815), Theodotus I van Cassiteras (815-821)
- imam (sjiieten): Ali ar-Rida (799-817), Muhammad al-Taqi (817-835)

<< · 810 · 811 · 812 · 813 · 814 · 815 · 816 · 817 · 818 · 819 · >>
<< · 800-809 · 810-819 · 820-829 · 830-839 · 840-849 · 850-859 · 860-869 · 870-879 · 880-889 · 890-899 · >>